# 阿尔莫罗斯
阿尔莫罗斯，是西班牙卡斯蒂利亚-拉曼恰托莱多省的一个市镇。总面积65平方公里，总人口2166人（2001年），人口密度33人/平方公里。